# Мария Комнина (королева Венгрии)
Мария Комнина (1140—1190) — королева Венгрии. Супруга Иштвана IV.

## Биография
Мария была младшей дочерью севастократора Исаака Комнина, сына Иоанна II Комнина и старшего брата византийского императора Мануила I Комнина, и его первой жены Феодоры, правнучки короля Венгрии Ласло I.
В 1153 году дядя Марии — император Мануил I — организовал её помолвку с Фридрихом Барбароссой, но помолвка была расторгнута вскоре после этого. В 1156 году дядя выдал её замуж за герцога Иштвана, бежавшего к его двору после неудачного бунта против своего брата — короля Венгрии Гезы II.
После смерти Гезы II 31 мая 1162 года император Мануил I подготовил кампанию против Венгрии, чтобы возвести на престол Иштвана, сместив сына умершего Гезы II — короля Иштвана III. Тем не менее, венгерские бароны избрали королём другого деверя Марии — Ласло II, — который предоставил одну треть королевства мужу Марии.
После внезапной смерти короля Ласло II от яда 14 января 1163 года муж Марии Иштван IV был провозглашён королём, а Мария стала королевой Венгрии. Однако король Иштван IV был разбит 19 июня 1163 года войсками своего племянника Иштвана III и был вынужден снова бежать в Византию, где он умер 11 апреля 1165 года.
Мария умерла в Константинополе в 1190 году.